# Рјоне ла Сала (Трапани)
Рјоне ла Сала је насеље у Италији у округу Трапани, региону Сицилија.
Према процени из 2011. у насељу је живело 23 становника. Насеље се налази на надморској висини од 22 м.